# Anna Kunajewa
Anna Siergiejewna Kunajewa, ros. Анна Сергеевна Кунаева (ur. 9 kwietnia 1985) – rosyjska biathlonistka, reprezentantka kraju w zawodach pucharu świata oraz na mistrzostwach świata juniorów
Kunajewa jest brązową medalistką w sztafecie z mistrzostw świata w biathlonie w 2006. Oprócz tego wywalczyła srebro w biegu sztafetowym podczas mistrzostw Europy w Langdorf-Arbersee w 2006.

## Osiągnięcia

### Puchar świata
| Sezon     | Miejsce |
| --------- | ------- |
| 2007/2008 | 72      |

### Mistrzostwa świata juniorów
| 2006 Presque Isle (USA) | 18. miejsce (IN), 24. miejsce (SP), 16. miejsce (PU), 3. miejsce (RL) |

### Mistrzostwa Europy
| 2006 Langdorf-Arberse (Niemcy) | 21. miejsce (IN), 8. miejsce (PU), 2. miejsce (RL) |

### Uniwersjada
| 2011 Erzurum (Turcja) | 6. miejsce (IN), 14. miejsce (SP), 2. miejsce (MS) |